# Drosophila fasciola
Drosophila fasciola är en tvåvingeart som beskrevs av Samuel Wendell Williston  1896. Drosophila fasciola ingår i släktet Drosophila och familjen daggflugor.
Artens utbredningsområde täcker Västindien och ett område från El Salvador till Guyana.